# Rhantus manjakatompo
Rhantus manjakatompo är en skalbaggsart som beskrevs av Pederzani och Rocchi 2009. Rhantus manjakatompo ingår i släktet Rhantus och familjen dykare. Inga underarter finns listade i Catalogue of Life.